# Феодосийский залив
Феодоси́йский зали́в (укр. Феодосійська затока, крымскотат. Kefe körfezi, Кефе корьфези) — залив Чёрного моря у юго-восточного берега Крымского полуострова. На западе Феодосийский залив оканчивается мысом Святого Ильи, на востоке — мысом Чауда. На берегу западной оконечности залива расположен город Феодосия, от которого залив и получил своё название.

## Описание
В широтном направлении размер 13 км, в долготном − 31 км. Глубина у входа 20—28 м. Берега на западе низменные, окаймлённые песчаными пляжами, на востоке возвышенные и обрывистые. Напротив невысокой горы Опук, в 4 км от берега из воды поднимаются несколько скал, известных как «Камни-корабли», остатки горы Опук.
Температура прибрежных вод зимой находится около 4-7 °C выше нуля; в суровые зимы на короткое время понижается до 1 °C ниже нуля, и у берегов залива образуется ледяной припай.

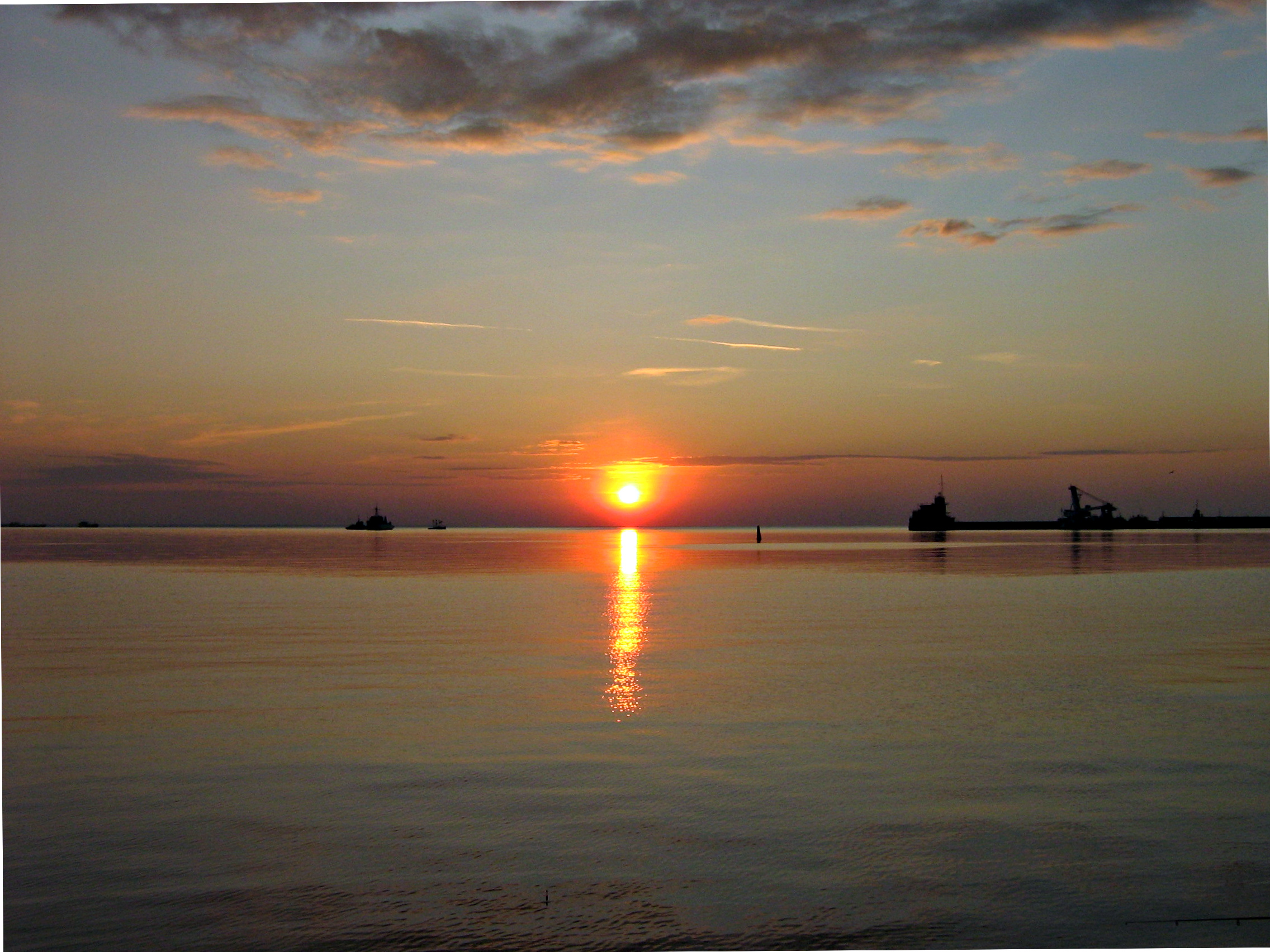
Восход солнца в Феодосийском заливе.

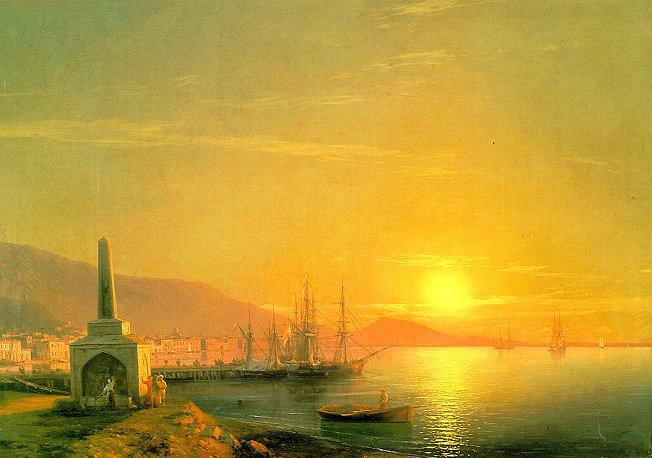
Иван Айвазовский «Феодосийский залив (Восход солнца в Феодосии).»

Феодосийский залив обладает ровным пологим дном. В западной части залива находится Феодосийская бухта, в которой расположен Феодосийский морской торговый порт.

## История
Береговая линия в античности была значительно дальше, чем сейчас; в 1894 году на дне бухты были обнаружены остатки древних портовых сооружений.
В 700 метрах от берега в море установлен памятный знак участникам Керченско-Феодосийского десанта 1941 года. 16 января 1942 года в 800 метрах от мыса Св. Ильи и 700 метрах от берега залива на магнитной мине подорвался теплоход «Жан Жорес», обеспечивавший десантную операцию. Теплоход потерял ход и был затоплен командой на глубине 15 метров.
Трубы теплохода «Жан Жорес» долгое время выступали из воды, обозначая место затопления судна. В дальнейшем они были срезаны, а место затопления обозначено буем. Так как надстройки теплохода находятся на глубине всего 6 метров, были случаи столкновения с затопленным судном, лежащем в районе активного судоходства.

## Топографические карты
- Лист карты L-36-107 Феодосия. Масштаб: 1 : 100 000. Состояние местности на 1988 год. Издание 1990 г.
- Лист карты L-36-108 Ленино. Масштаб: 1 : 100 000. Состояние местности на 1988 год. Издание 1989 г.